# Iolo komt niet spelen
Iolo komt niet spelen is een Nederlandstalig kinderboek, geschreven door Alet Schouten, met illustraties van Paul Hulshof. Het werd uitgegeven in 1974 door Van Holkema & Warendorf (Bussum), de tweede druk verscheen in 1975. In 1990 werd het opgenomen in de omnibus 5x bekroond. De doelgroep is 10+.

## Prijzen
In 1975 werd het boek bekroond met de Gouden Griffel. Tevens won Paul Hulshof voor zijn illustraties de Gouden Penseel.
Alet Schouten had vier jaar daarvoor, in 1971, ook al de Gouden Griffel gewonnen voor haar boek De mare van de witte toren.

## Inhoud
De elfjarige Gerrit gaat elk jaar op vakantie naar Wales. Hij speelt daar altijd met de oudere Iolo, maar die heeft dit jaar een vriendin en gaat om met andere jongens. De gesprekken gaan over de Engelse overheersing en het verzet daartegen. Bovendien blijkt er wapensmokkel voor de Ierse onafhankelijkheidsorganisatie IRA plaats te vinden. Zo wordt de vakantie dit jaar heel anders dan de voorgaande jaren.

## Boekbespreking
In 1975 verscheen er een bespreking van het boek in NRC Handelsblad van de hand van Mischa de Vreede.
"Alles komt uiteraard goed: Gerrit blijkt niet alleen aardig en slim te zijn, maar ook nog een held (...). Iolo, die tegen zijn zin met de terroristen te maken had gekregen, komt weer spelen (...). Er zit misschien wel wat erg veel spanning en verwikkeling in dit verhaal: voor de kinderen van 9-11 jaar zou het best weleens wat moeilijk te volgen kunnen zijn. (...) Originele plaatjes van Paul Hulshoff!".